# Ernst Herzfeld

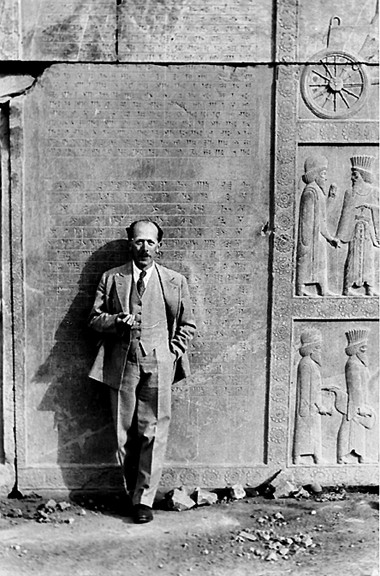
Ernst Herzfeld

Ernst Emil Herzfeld (23 de julio de 1879 - 21 de enero de 1948) fue un arqueólogo e iranólogo alemán.

## Biografía
Herzfeld nació en Celle (Alemania). Estudió arquitectura en Múnich y en Berlín, y, a la vez, cursó estudios de asiriología, de Historia Antigua e Historia del arte.
Ayudó a Walter Andrae, entre 1903 y 1905, en las excavaciones de Assur, después viajó mucho a Irak e Irán al principio del siglo XX. Excavó y documentó numerosos sitios histórico de Turquía, Siria, Irán, y sobre todo de Irak (en Bagdad y Ctesifonte por ejemplo). Dirigió las primeras excavaciones en Samarra de un sitio del periodo islámico en 1911-1913. Después de su servicio militar en la Primera Guerra Mundial, fue nombrado profesor para el curso «Landes- und Altertumskunde des Orients» en Berlín en 1920. Fue el primer curso sobre el Próximo y Medio Oriente en el mundo de la arqueología. En 1923-1925, comenzó a dirigir exploraciones en Irán y describió, por primera vez, las ruinas más importantes del país. Se mudó en 1925 a Teherán y se quedoó allí la mayoría del tiempo hasta 1934. Ayudó a crear una ley iraní sobre las antigüedades y excavó las capitales aqueménidas de Pasargadas y Persépolis.
Dejó Irán en 1935 para ir a pasar un año a Londres, pero no regresó. En 1935, fue obligado a dejar su puesto en Alemania y se convirtió en miembro del Institute for Advanced Study entre 1936 y 1944. Murió en Basilea, en Suiza, en 1948.